# Quindici
Quindici là một đô thị (comune) thuộc tỉnh Avellino trong vùng Campania của Ý. Quindici (AV) có diện tích 23 km2, dân số là 3033 người (thời điểm ngày 1/5/2009). Quindici giáp với Bracigliano, Forino, Lauro, Moschiano, Sarno và Siano.